# ایگور بوگدانوویچ
ایگور بوگدانوویچ (صربی: Igor Bogdanović؛ زادهٔ ۲۵ سپتامبر ۱۹۷۴) بازیکن فوتبال اهل صربستان بود.
از باشگاه‌هایی که در آن بازی کرده‌است می‌توان به باشگاه فوتبال ستاره سرخ بلگراد، باشگاه ورزشی گنچلربیرلیغی، باشگاه فوتبال بوداپست هونود، باشگاه فوتبال دیوری ای‌تی‌او، باشگاه فوتبال لیتکس لووچ، باشگاه فوتبال دبرتسنی، و باشگاه فوتبال وویوودینا اشاره کرد.
وی همچنین در تیم ملی فوتبال صربستان و مونته‌نگرو بازی کرده‌است.